# Euriphene
Euriphene is een geslacht van vlinders uit de onderfamilie Limenitidinae van de familie Nymphalidae. 

## Soorten
- Subgenus Doricleana Hecq, 1994
  - Euriphene doriclea (Drury, 1782)
  - Euriphene lysandra (Stoll, [1790])
  - Euriphene melanops (Aurivillius, 1898)
  - Euriphene paralysandra d'Abrera, 2004
- Subgenus Euriphenaria Hecq, 1994
  - De goniogramma soortengroep
    - Euriphene batesana Bethune-Baker, 1926
    - Euriphene butleri (Aurivillius, 1904)
    - Euriphene camarensis (Ward, 1871)
    - Euriphene goniogramma (Karsch, 1894)
    - Euriphene ituriensis (Jackson & Howarth, 1957)
    - Euriphene luteostriata (Bethune-Baker, 1908)
    - Euriphene mundula (Grünberg, 1910)
    - Euriphene obtusangula (Aurivillius, 1912)
    - Euriphene pinkieana Bernardi, 1975
    - Euriphene ribensis (Ward, 1871)
    - Euriphene tessmanniana (Bryk, 1915)

  - De duseni soortengroep
    - Euriphene adumbrata (Joicey & Talbot, 1928)
    - Euriphene canui Hecq, 1987
    - Euriphene duseni (Aurivillius, 1893)
    - Euriphene minkoi Bernardi, 1993

  - De atossa  soortengroep
    - Euriphene ampedusa (Hewitson, 1866)
    - Euriphene atossa (Hewitson, 1865)
    - Euriphene leonis (Aurivillius, 1899)

  - De gambiae  soortengroep
    - Euriphene gambiae Feisthamel, 1850

  - De barombina soortengroep
    - Euriphene abasa (Hewitson, 1866)
    - Euriphene alberici (Dufrane, 1945)
    - Euriphene amaranta (Karsch, 1894)
    - Euriphene amicia (Hewitson, 1871)
    - Euriphene amieti Collins & Larsen, 1997
    - Euriphene anaxibia Hecq, 1997
    - Euriphene aridatha (Hewitson, 1866)
    - Euriphene atropurpurea (Aurivillius, 1894)
    - Euriphene atrovirens (Mabille, 1878)
    - Euriphene barombina (Aurivillius, 1894)
    - Euriphene bernaudi Hecq, 1994
    - Euriphene coerulea Boisduval, 1847
    - Euriphene conjungens (Aurivillius, 1909)
    - Euriphene core Hecq, 1994
    - Euriphene ernestibaumanni (Karsch, 1895)
    - Euriphene excelsior (Rebel, 1911)
    - Euriphene fouassini Hecq, 1994
    - Euriphene glaucopis Gaede, 1915
    - Euriphene grosesmithi (Staudinger, 1891)
    - Euriphene hecqui Collins & Larsen, 1997
    - Euriphene incerta (Aurivillius, 1912)
    - Euriphene intermixta (Aurivillius, 1904)
    - Euriphene iris (Aurivillius, 1903)
    - Euriphene jacksoni (Talbot, 1937)
    - Euriphene jolyana Hecq, 1987
    - Euriphene kahli (Holland, 1920)
    - Euriphene karschi (Aurivillius, 1894)
    - Euriphene larseni Hecq, 1994
    - Euriphene lomaensis Belcastro, 1986
    - Euriphene mawamba (Bethune-Baker, 1908)
    - Euriphene milnei (Hewitson, 1865)
    - Euriphene moloukou Hecq, 2002
    - Euriphene monforti Hecq, 1994
    - Euriphene niepelti Neustetter, 1916
    - Euriphene obani Wojtusiak & Knoop, 1994
    - Euriphene obsoleta (Grünberg, 1908)
    - Euriphene pallidior (Hulstaert, 1924)
    - Euriphene pavo (Howarth, 1959)
    - Euriphene plagiata (Aurivillius, 1898)
    - Euriphene rectangula (Schultze, 1920)
    - Euriphene regula Hecq, 1994
    - Euriphene saphirina Karsch, 1894
    - Euriphene schultzei (Aurivillius, 1909)
    - Euriphene simplex (Staudinger, 1891)
    - Euriphene splendida Collins & Larsen, 1997
    - Euriphene tadema (Hewitson, 1866)
    - Euriphene veronica (Stoll, 1780)

  - Ongeplaatst
    - Euriphene aurivillii (Bartel, 1905)
    - Euriphene epe Pyrcz & Larsen, 2009
    - Euriphene kiki Bernardi & Larsen, 1980
    - Euriphene romi (Aurivillius, 1898)
    - Euriphene rotundata (Holland, 1920)
    - Euriphene taigola Sáfián & Warren-Gash, 2009